# 항성 자전

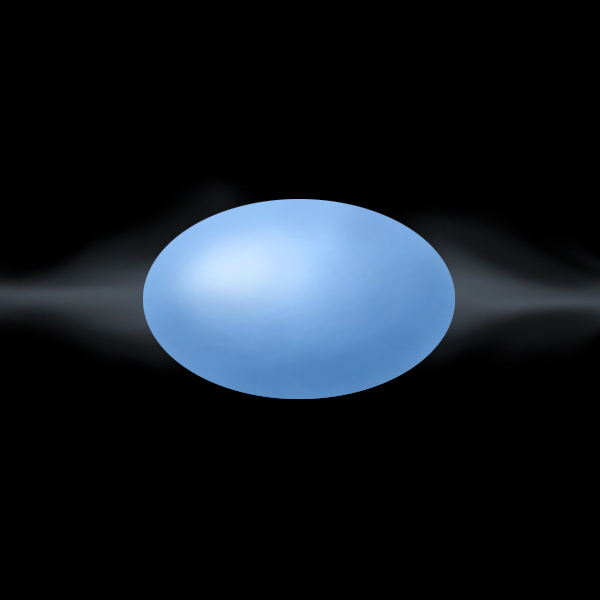
이 그림에서 아케르나르는 빠른 자전 때문에 적도가 부풀어올라 있다.

항성 자전은 자전축에 대한 항성의 각 운동을 말한다. 항성의 자전 속도는 별의 스펙트럼 또는 항성 표면의 활동적 특징들의 움직임을 측정하여 알아낼 수 있다.
항성은 자전하면서 원심력 때문에 적도가 부풀어 오른다. 항성들은 딱딱한 물질로 이루어져 있지 않기 때문에 자전 속도는 위치에 따라 다르다. 따라서 항성의 적도는 보다 높은 위도와는 다른 각속도로 회전한다. 이러한 한 항성 내 자전 속도 차이는 항성 자기장의 생성에 중요한 역할을 담당하고 있을 것이다.
항성의 자기장은 항성풍과 상호 작용을 한다. 항성풍이 별로부터 멀어질수록 항성풍의 각속도는 느려진다. 별의 자기장은 별의 자전 속도를 늦춘다. 그 결과 각운동량은 별에서 항성풍으로 옮겨지며 이로 인해 시간이 지나면서 별의 자전 속도는 서서히 느려진다.

## 측정
항성을 극 방향으로 관측하지 않는 이상, 별 표면의 각 부분들은 관측자로부터 일정량 가까워지거나 멀어진다. 관측자 방향으로의 운동 요소를 시선속도라고 한다. 별 표면 중 관측자를 향해 가까워지는 시선속도 요소를 갖는 부분은 도플러 효과 때문에 전자기파가 높은 진동수 방향으로 움직인다. 마찬가지로 관측자로부터 멀어지는 부분은 낮은 진동수 방향으로 움직인다. 어떤 항성의 흡수선이 관측될 때 각 스펙트럼의 끝에서 이 움직임이 일어나면서 흡수선의 폭을 넓힌다. 그러나 흡수선의 폭을 넓히는 요인은 이외에도 여러 가지가 있으므로, 흡수선이 넓어진 이유를 시선속도 하나만으로 설명할 수는 없다.

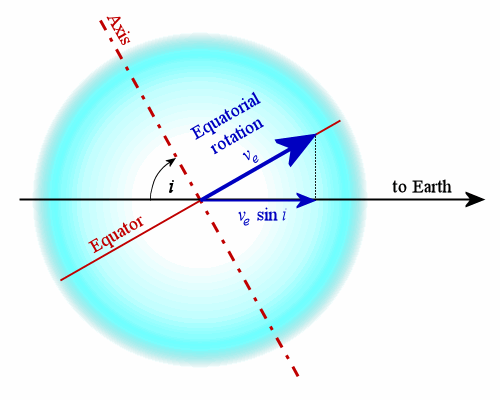
이 별은 지구 관측자 시선에 대해 경사각 i를 가지며, 적도에서의 자전 속도는 v_{e}이다.

선폭증대를 통해 관측한 시선속도 요소는 항성의 극이 관측자 시선에 대해 기울어진 정도에 따라 달라진다. 여기서 나온 값은 {\displaystyle v_{e}\cdot \sin i}로 표시할 수 있는데, 여기서 ve는 적도에서의 자전 속도이며, i는 경사각이다. 그러나 i 값을 항상 알 수는 없기 때문에 결괏값은 항성의 회전 속도에 대해 최솟값을 갖게 된다. 이는 만약 i가 직각이 아닐 경우 실제 속도는 {\displaystyle v_{e}\cdot \sin i}보다 큼을 뜻한다. 이 경우의 예측값을 '예상 자전 속도'로 부르기도 한다.
거성들의 경우, 별 대기의 미소난류가 자전으로 인한 것보다 훨씬 더 큰 선폭증대 효과를 가져올 수 있는데, 이 효과는 자전에 따른 신호를 효과적으로 지워버린다. 그러나 미시중력렌즈 사건을 이용하여 미소난류가 측정에 미치는 어려움을 해결할 수 있다. 미시중력렌즈 사건은 무거운 천체가 보다 멀리 있는 천체 앞을 지나가면서 렌즈 역할을 하는 것을 말한다. 이 기술을 이용하여 수집한 정보를 모으면 미소난류 효과를 자전 효과로부터 분리하는 것이 가능하다.
만약 어떤 항성이 흑점과 같은 자기적인 표면 활동을 보인다면 이 특징들을 통해 항성의 자전 속도를 구할 수 있다. 그러나 이런 특징들은 적도 이외 위도 지대에서도 발생할 수 있으며, 소멸하기 전까지 위도를 바꿀 수 있다. 따라서 별의 차등회전 효과 때문에 자전 속도값은 다양하게 나온다. 별의 자기적 활동은 종종 빠른 자전과 연관이 있기 때문에, 표면 특징을 관측함으로써 이런 별들의 회전 속도를 잴 수 있다. 흑점을 관측함으로써 이들 특징들이 실제로 별의 회전 속도를 바꿀 수 있음을 알게 되었다(자기장이 별의 플라스마 흐름을 바꾼다).

## 물리적 효과

### 적도 팽대부
중력은 천체를 완벽한 구체(球體), 즉 가능한 한 모든 질량이 중력의 중심에 가능한 한 가까이 자리 잡게 된 상태로 압축하려고 한다. 그러나 회전하는 별은 외관상 구형이 아니며 적도 팽대부를 형성하게 된다.
원시별 원반은 수축되어 별로 진화하면서 겉모습은 점차 공처럼 변한다. 그러나 수축 과정이 진행되더라도 완벽한 공 모양이 되는 것은 아니다. 극(極)에서는 모든 중력 작용은 수축 작용을 증대시키나, 적도에서는 유효 중력은 원심력 때문에 감소한다. 생성 과정을 마친 별의 최종 겉모습은, 적도에서의 유효 중력(감소한 상태임)이 항성을 보다 공에 가까운 형태로 끌어당기지 못한, 균형 상태를 이룬다. 또한 별이 회전하면서 적도에서 주연 감광이 발생한다(이는 폰 지펠 이론으로 설명할 수 있다).
적도 팽대부의 극단적 예로 레굴루스 A(사자자리 알파 A)가 있다. 이 별의 적도 부분 측정 속도는 초 당 317 ± 3 킬로미터이다. 레굴루스 A는 1회 도는 데 15.9 시간 걸리며 이는 항성이 찢겨질 수준 속도의 86 퍼센트에 이르는 빠르기이다. 레굴루스 A의 적도 반지름은 극 반지름보다 32 퍼센트 더 크다. 빠르게 회전하는 다른 별들로 제단자리 알파, 베가, 아케르나르 등이 있다.
적도에서의 원심력이 중력과 같을 경우를 별의 파열 속도(break-up velocity)라고 표현한다. 항성이 안정되게 존속하려면 자전 속도는 이 파열 속도보다 느려야 한다.

### 차등 회전
별 표면의 차등 회전은 태양과 같은 별에서 각속도가 위도에 따라 다른 경우 관측된다. 보통 각속도는 위도가 높아지면서 줄어든다(그러나 HD 31993처럼 반대 경우도 있다). 태양 외에 그 표면의 차등 회전이 상세히 지도화(地圖化)된 첫 번째 별은 황새치자리 AB이다.

별 내부의 격렬한 대류가 차등 회전을 발생시키는 숨겨진 원동력이다. 대류 운동은 질량이 플라스마 형태로 움직이면서 에너지를 별 표면으로 전달하는 것이다. 이 플라스마의 질량은 항성의 각속도 일정량을 옮긴다. 난류(亂流)가 전단(剪斷) 및 자전으로 생겨날 때 각 운동량은 남북류(南北流)를 통해 여러 위도로 재분배된다.
자전 속도가 미묘하게 다른 곳끼리 맞닿은 지대는 항성 자기장을 만드는 다이너모 과정이 효율적으로 일어나는 장소로 생각된다. 항성의 자전 분포와 항성 자기장 사이에는 속도 분포를 바꾸면서 자기 에너지를 운동 에너지로 바꾸는, 복잡한 상호 작용이 일어난다.

## 회전 제동
항성은 차가운 가스와 먼지가 수축하여 태어난 것으로 받아들여지고 있다. 각운동량 보존 원리에 따라, 가스 구름이 수축되면서 처음에는 천천히 돌고 있던 가스 구름은 그 회전 속도가 점차 빨라지고, 구성 물질들은 회전하는 원반 형태로 바뀐다. 이 가스 원반의 가운데 밀집된 곳에서 원시별이 태어난다. 원반 내 물질이 붕괴되면서 중력 에너지가 발생하는데, 원시별은 이 에너지로부터 열을 얻게 된다.
붕괴가 계속되면서, 회전 속도는 원시별이 적도에서의 원심력 때문에 파열될 수준까지 올라간다. 따라서 회전 속도는 별의 탄생 이후 10만 년 동안 줄어들어야 한다. 자전 속도 감속을 설명하는 이론 중 하나로 원시별의 항성 자기장과 항성풍과의 상호작용론을 들 수 있다. 퍼져나가는 항성풍은 각운동량을 옮기며, 붕괴되는 원시별의 회전 속도를 늦춘다는 것이다.
| 분광형 | ve (km/s) |
| ------ | --------- |
| O5     | 190       |
| B0     | 200       |
| B5     | 210       |
| A0     | 190       |
| A5     | 160       |
| F0     | 95        |
| F5     | 25        |
| G0     | 12        |

분광형이 O5에서 F5에 이르는 대부분의 주계열성들은 빠르게 회전하는 것으로 밝혀졌다. 이 범위 내 별들의 경우 측정된 자전 속도는 질량이 클수록 함께 올라간다. 자전 속도가 가장 빠른 별은 B형 주계열성 무리이며 이를 통해 별이 나이를 먹을수록 자전 속도가 느려진다는 설명이 가능하다.
주계열성의 경우 자전속도 감소는 대략 다음과 같은 관계식으로 나타낼 수 있다.
{\displaystyle v_{e}\propto t^{-{\frac {1}{2}}}}
여기서 ve는 적도에서의 각속도이며 t는 별의 나이이다. 이 관계식은 1972년 앤드류 P. 스쿠마니치가 발견했으며 그의 이름을 따서 '스쿠마니치의 법칙'으로 불린다. 자이로 연대학(Gyrochronology)은 태양의 속도를 기준점으로 한 항성의 자전 속도에 기초하여, 그 별의 나이를 결정하는 것이다.
별은 광구로부터 항성풍을 방출함으로써 천천히 질량을 잃는다. 항성의 자기장은 방출된 물질에 회전력을 가하여 별로부터 꾸준히 각운동량을 옮긴다. 회전 속도가 초 당 15 킬로미터보다 큰 별은 질량을 보다 빠르게 잃으며 자전 속도도 빠르게 줄어든다. 따라서 어떤 별의 자전 속도가 제동(制動) 작용 때문에 느려질 때 각운동량 감소 속도는 줄어든다. 이런 상황하에서 별들은 서서히 정지한 상태에 가까워진다(그러나 결코 정지하지는 않는다).

## 근접 쌍성계
쌍성들 중 자신들의 반지름의 여러 배 수준만큼 극도로 가까이 붙어 돌고 있는 경우가 있다. 이 정도 거리에서는 조석 효과, 질량 이동 (충돌하는 경우도 있다)등 복잡한 상호 작용이 일어난다. 근접쌍성계 내 조석적 상호작용 때문에 공전 및 자전 매개변수들에 변화가 생긴다. 쌍성계의 총 각운동량은 변하지 않으나, 공전 주기에서 자전 속도로 전달된다.
근접쌍성계의 각 별은 중력적 상호 작용을 통해 짝별에 조석력을 미친다. 그러나 항성의 팽대부는 중력적으로 끌리는 방향에 대해 약간 어긋나게 존재할 수 있다. 따라서 중력은 팽대부에 대해 토크 요소를 형성하여 각운동량이 전달되도록 만든다. 앞의 원리로 쌍성계는 지속적으로 진화한다(다만 안정된 균형점에 도달할 경우 진화는 멈출 수 있다). 만약 별의 자전축이 공전 궤도에 대해 수직이 아닐 경우 각운동량 전달 효과는 보다 복잡할 수 있다.
쌍성계의 두 별이 서로 붙어 있거나 반쯤 닿아 있는 경우, 한 별에서 짝별로의 질량이 옮겨질 경우 막대한 각운동량이 함께 옮겨간다. 질량을 얻는 짝별은 임계회전수에 이를 때까지 자전 속도가 빨라지는 동시에, 적도 부위에서 질량을 잃기 시작한다.

## 축퇴별
별은 열핵반응 융합 과정을 마친 뒤 이전보다 작고 축퇴된 상태로 진화한다. 축퇴 과정에서 별의 부피는 크게 줄어들며 각속도는 올라간다.

### 백색 왜성
백색 왜성은 주계열성 시절 열핵반응 융합 과정으로 만들어진 부산물로 이루어져 있으나, 질량이 가벼워 보다 무거운 원소들을 태울 수 없다. 백색 왜성은 전자 축퇴압으로 알려진 양자역학 효과(별이 더 이상 쭈그러들지 않게 막는 힘이다)로써 일정 크기를 유지한다. 보통 대부분의 백색 왜성들은 예전 진화 과정에서 바깥 층을 날려 보내면서 각운동량을 잃었거나, 또는 자전 속도에 제동이 걸리는 등의 이유로 느리게 회전한다.
천천히 회전하는 백색 왜성의 질량은 중성자별로 압축되거나 Ia형 초신성 폭발을 일으키지 않는 한, 찬드라세카 한계로 불리는 태양질량 1.44배를 넘을 수 없다. 만약 강착이나 물질 붕괴로 백색 왜성의 질량이 이 한계치에 이를 경우, 중력이 전자가 발산하는 압력보다 강해진다. 그러나 만약 백색 왜성이 빠르게 회전한다면 유효 중력은 적도 지역에서 감소하며 백색 왜성의 질량이 찬드라세카 한계보다 커지게 만든다. 각운동량을 옮기는 질량 강착의 결과로 백색 왜성의 자전 속도가 증가한다.

### 중성자별

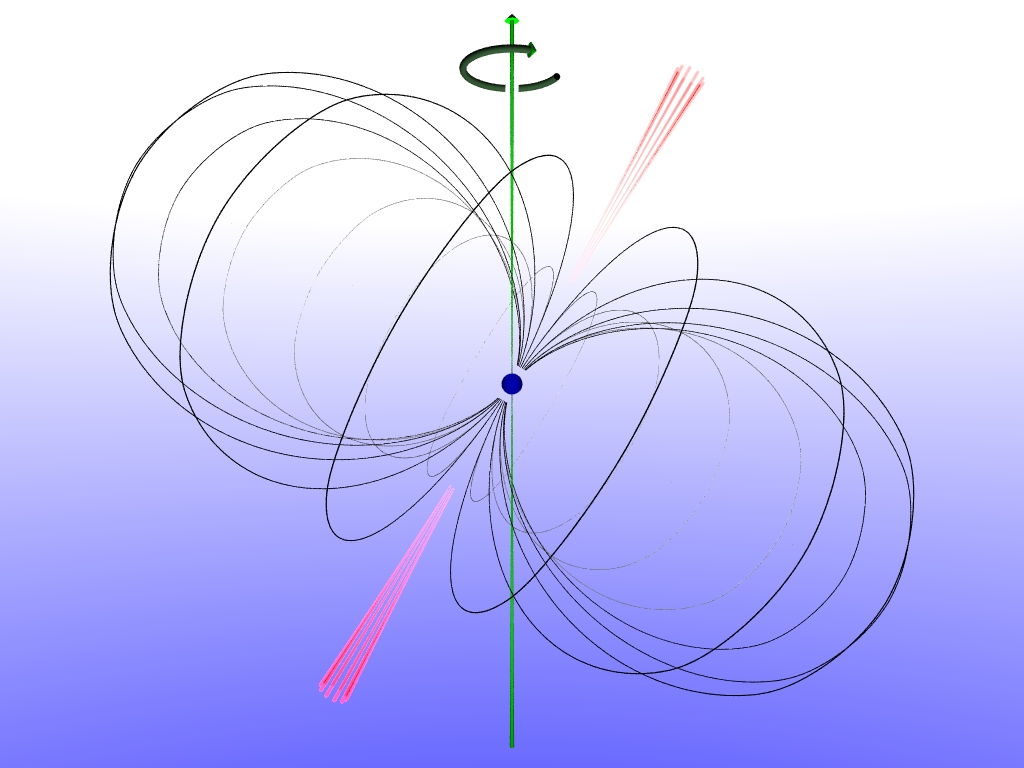
중성자별은 양 자극(磁極)에서 방사선 광선을 뿜는다.

중성자별은 항성의 잔해로 그 밀도는 매우 높으며 기본적으로 중성자(원자를 구성하고 있는 입자의 하나로, 전하를 띠지 않음)로 이루어져 있다. 중성자별의 질량은 태양질량의 1.35 ~ 2.1배 사이이다. 별의 물질이 붕괴하면서 새로 태어난 중성자별은 매우 빠르게 도는데 그 속도는 대략 1초에 수천 번 수준이다.
펄사는 자기장을 지닌, 빠르게 회전하는 중성자별이다. 회전하는 펄사의 양 극으로부터 가느다란 전자기 방사선 광선이 뿜어져 나온다. 이 광선이 태양계 방향으로 진행해 나가면 우리는 펄사로부터 나오는 주기적인 맥동 현상을 관측할 수 있다. 자기장에 의해 분출되는 에너지는 중성자별의 회전 속도를 서서히 늦춘다. 따라서 늙은 펄사들은 한 번 자전하는 데에 수 초가 걸리기도 한다.

### 블랙홀
블랙홀은 중력장이 매우 세기 때문에 빛조차도 블랙홀을 탈출할 수 없다. 블랙홀은 회전하는 질량이 붕괴되면서 생겨나는데, 이때 이들은 방출가스 형태로 새어나간 것을 제외한, 모든 각운동량을 그대로 갖고 있다. 이 회전으로 공간은 작용권(作用圈)으로 불리는 회전 타원체 모양의 영역에 갇히며 블랙홀 주변으로 끌려 들어간다. 이 영역으로 낙하하는 질량은 앞의 과정을 통해 에너지를 얻으며 질량 일부는 블랙홀로 떨어지지 않고 탈출한다. 이 질량 일부가 탈출할 때 블랙홀은 각운동량을 잃는다.(펜로즈 과정) 블랙홀의 회전 속도는 빛의 속도의 98.7 퍼센트에 이르는 것으로 측정되었다.